# Carystus

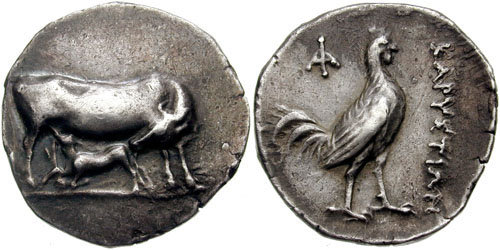
Zilveren stater uit Carystus (313-265 voor Chr.). Kruis: koe en kalf. Munt: haan, ΚΑΡΥΣΤΙΩΝ.

Carystus (Oudgrieks: Κάρυστος; het huidige Karystos) was een oud-Griekse polis op de zuidkust van Euboea aan de voet van de berg Ocha.
De stad werd reeds door Homerus vermeld, die zegt dat ze door de Abantes werd beheerst. Thucydides vermeldt dat in zijn tijd de Dryopes de stad bewoonden.
Een Perzische strijdmacht landde bij Carystus in 490 v.Chr. en wist de inwoners al snel te onderwerpen. Kort na de slag bij Salamis perste de Atheense vloot onder leiding van Themistocles van de stad geld af.
De omstreken leverden een voortreffelijk soort groen of blauwgrijze marmer op, de beroemde Carystische steen, waaruit een onbrandbare stof werd vervaardigd. Kort daarop weigerde Carystus toe te treden tot de Delische Bond.
Onder haar beroemde inwoners bevond zich de geneesheer Diocles van Carystus en de schrijver Antigonus van Carystus.